# 古巴島鼯
古巴島鼯（Nesophontes superstes）是一种已灭绝的鼩形亚目动物，是岛鼯属下的一种。它们是古巴的特有种。